# 월간 아스카
《월간 아스카》(月刊あすか 겟칸 아스카[*])는 가도카와 쇼텐에서 발행하는 일본의 소녀 만화 잡지이다. 1985년에 창간되었다. 같은 출판사에서 발행하는 《월간 소년 에이스》처럼 애니메이션이 원작인 만화가 종종 연재된다. 매월 24일에 발행된다. 단행본 레이블은 "아스카 코믹스"이다.